# DDR-Rundfahrt 1976
Die 24. DDR-Rundfahrt fand vom 14. bis zum 21. August 1976 statt. Sie führte mit acht Etappen über 1.162 km. Die 1. wurde mit Rund um Berlin deklariert,  die 8. Etappe als Harzrundfahrt. Gesamtsieger der Rundfahrt wurde der 19-jährige Siegbert Schmeißer. Bester ausländischer und polnischer Fahrer war Bernard Kręczyński auf dem dritten Platz.

## Teilnehmer
An der 24. Rundfahrt nahmen 66 Fahrer aus vier Ländern teil. Neben den Fahrern aus der DDR, konnte man Gäste aus Belgien, der ČSSR und Polen begrüßen. Die belgische Mannschaft schied mit allen Fahrern im Verlauf der Rundfahrt aus.

## Wertungstrikots
Bei dieser Rundfahrt wurden fünf Wertungstrikots vergeben: das Gelbe Trikot des Gesamtbesten, das Blaue der besten Mannschaft, das Violette des aktivsten Fahrers, das Grüne des besten Bergfahrers, sowie das Weiße des besten Nachwuchsfahrers der DDR.

## Etappen
Die Rundfahrt erstreckte sich mit acht Etappen über 1.162 km.

### 1. Etappe: Rund umBerlin, 168 km, am 14. August 1976
Das 70. Straßenradrennen Rund um Berlin um den Großen Preis der Berliner Zeitung, war gleichzeitig die 1. Etappe der 24. DDR-Rundfahrt.
Neben den 66 Fahrern der DDR-Rundfahrt gingen noch 21 Aktive an den Start, die lediglich den Klassiker Rund um Berlin bestritten. Eine drei Mann starke Spitzengruppe sprintete auf der Radrennbahn Weißensee um den Sieg, den sich der 19-jährige Belgier André Van den Steen sicherte. Der Titelverteidiger und Friedensfahrtsieger Hans-Joachim Hartnick (DDR I) verlor auf dieser Etappe bereits acht Minuten zur Spitze.
|    | Fahrer              | Mannschaft                  | Zeit       |
| -- | ------------------- | --------------------------- | ---------- |
| 1. | André Van den Steen | Belgien                     | 4:13:11 h  |
| 2. | Bernard Kręczyński  | Polen                       | + 0:10 min |
| 3. | Uwe Freese          | SC Dynamo Berlin II         | + 0:20 min |
| 4. | Ulrich Borrmann     | ASK Vorwärts Frankfurt/O. I | + 1:01 min |
| 5. | Peter Koch          | DDR II                      | + 1:34 min |
| 6. | Gottfried Preising  | SC Turbine Erfurt           | + 1:34 min |
| 7. | Hans-Peter Wehe     | SC Cottbus                  | + 1:34 min |

Stand nach der 1. Etappe:
 Van den Steen
 Belgien
 U. Freese

### 2. Etappe: Berlin –Dessau, 168 km, am 15. August 1976
Die zweite Etappe nahmen noch 60 Aktive in Angriff. Zu den ausgeschiedenen Fahrern gehörte der Dritte der Friedensfahrt Gerhard Lauke (DDR I), der sich am Morgen einer Blinddarmoperation unterziehen musste. Bei Kilometer 117 bildete sich auf Initiative von Rainer Salan eine fünfköpfige Ausreißergruppe. Diese sprintete dann im Dessauer Paul-Greifzu-Stadion um den Tagessieg, den sich Salan sicherte.
Uwe Freese im weißen Trikot des besten DDR-Nachwuchsfahrers eroberte sich durch seinen dritten Platz auf dieser Etappe das gelbe Trikot des Spitzenreiters sowie das Violette für den aktivsten Fahrer.
|    | Fahrer             | Mannschaft          | Zeit       |
| -- | ------------------ | ------------------- | ---------- |
| 1. | Rainer Salan       | DDR II              | 4:05:14 h  |
| 2. | Bernd Fischer      | SC DHfK Leipzig     | + 0:10 min |
| 3. | Uwe Freese         | SC Dynamo Berlin II | + 0:20 min |
| 4. | François Caethoven | Belgien             | + 0:30 min |
| 5. | Peter Kriszik      | SC Dynamo Berlin II | + 0:30 min |
| 6. | Hans-Rüdiger Groß  | SC Dynamo Berlin I  | + 0:38 min |

Stand nach der 2. Etappe:
 U. Freese
 SC Dynamo Berlin II
 U. Freese
 U. Freese

### 3. Etappe: Rundstreckenrennen in Dessau, 135 km, am 16. August 1976
Auf dem 15-mal zu absolvierenden 9 km Kurs sicherte sich Lothar Fischbach im Spurt einer 22 Mann starken Spitzengruppe den Tagessieg. Diese Gruppe, in der sich auch der Mann im gelben Trikot befand, setzte sich bereits nach 27 km vom restlichen Feld ab.
|    | Fahrer             | Mannschaft            | Zeit       |
| -- | ------------------ | --------------------- | ---------- |
| 1. | Lothar Fischbach   | SC Turbine Erfurt     | 3:11:45 h  |
| 2. | Milan Šel          | ČSSR                  | + 0:10 min |
| 3. | Siegbert Schmeißer | DDR I                 | + 0:20 min |
| 4. | Joachim Vogel      | SC Karl-Marx-Stadt I  | + 0:30 min |
| 5. | Peter Koch         | DDR II                | + 0:30 min |
| 6. | Günter Kubasch     | SC Karl-Marx-Stadt II | + 0:30 min |

Stand nach der 3. Etappe:
 U. Freese
 SC Dynamo Berlin II
 U. Freese
 U. Freese

### 4. Etappe: Dessau –Mittweida, 148 km, am 17. August 1976
Die Etappe war durch Regen und pausenlos wechselnden Anstiegen und Abfahrten bestens geeignet für Ausreißer. Bereits nach 14 km setzten sich Rainer Salan und Burkhard Freese vom Feld ab. Eine größere Gruppe um Siegbert Schmeißer gesellte sich nach 60 km zu den beiden Führenden. An einem Anstieg 10 km vor dem Ziel sprengte Schmeißer mit Schröder, Preising und Petermann die Spitzengruppe und sprintete im Stadion am Schwanenteich in Mittweida um den Tagessieg, den er sich dann sicherte. Der Führende der Gesamtwertung Uwe Freese erreichte das Etappenziel mit über zwei Minuten Rückstand und verlor sein gelbes Trikot an den Tagessieger.
|     | Fahrer              | Mannschaft                | Zeit       |
| --- | ------------------- | ------------------------- | ---------- |
| 1.  | Siegbert Schmeißer  | DDR I                     | 3:35:25 h  |
| 2.  | Wolfgang Schröder   | SC Dynamo Berlin I        | + 0:13 min |
| 3.  | Gottfried Preising  | SC Turbine Erfurt         | + 0:23 min |
| 4.  | Andreas Petermann   | DDR II                    | + 0:33 min |
| 5.  | Eberhard Sanftleben | SC DHfK Leipzig           | + 1:45 min |
| 6.  | Peter Koch          | DDR II                    | + 1:45 min |
| …   |                     |                           |            |
| 11. | Thilo Fuhrmann      | ASK Vorwärts Frankfurt/O. | + 2:22 min |

Stand nach der 4. Etappe:
 Schmeißer
 SC Dynamo Berlin I
 Schmeißer

### 5. Etappe: Mittweida –Plauen, 123 km, am 18. August 1976
Wie am Vortag Dauerregen auf einem welligen und kurvenreichen Streckenprofil. Beim Anstieg zum Sachsenring (31 km) bildete sich um den Führenden Schmeißer eine siebzehn Mann starke Spitzengruppe. Aus dieser setzte sich 20 km vor dem Ziel der 19-jährige Andreas Petermann ab und erreichte das Etappenziel mit 17 Sekunden Vorsprung. Das Hauptfeld traf mit über zwölf Minuten Rückstand in Plauen ein.
|     | Fahrer              | Mannschaft                | Zeit       |
| --- | ------------------- | ------------------------- | ---------- |
| 1.  | Andreas Petermann   | DDR II                    | 3:13:50 h  |
| 2.  | Hans-Joachim Meisch | SC Turbine Erfurt         | + 0:27 min |
| 3.  | Uwe Freese          | SC Dynamo Berlin II       | + 0:37 min |
| 4.  | Bernard Kręczyński  | Polen                     | + 0:47 min |
| 5.  | Lothar Fischbach    | SC Turbine Erfurt         | + 0:47 min |
| 6.  | Ladislav Ferebauer  | ČSSR                      | + 0:47 min |
| …   |                     |                           |            |
| 21. | Thilo Fuhrmann      | ASK Vorwärts Frankfurt/O. | + 7:48 min |

Stand nach der 5. Etappe:
 Schmeißer
 SC Turbine Erfurt
 Drogan
 U. Freese

### 6. Etappe: Plauen –Jena, 136 km, am 19. August 1976
Eine dreiköpfige Ausreißergruppe mit Milan Sel, Andreas Neuer und Hans-Joachim Hartnick bestimmte die Anfangsphase dieser Etappe. Bei Ziegenrück (76 km) gewann Hartnick vor Sel und Neuer die erste Bergwertung des Tages. Nach dieser schlossen mit dem Polen Firkowski, Burkhard Freese und Schimbor drei weitere Fahrer zur Spitze auf. An der Leuchtenburg (113 km) kam es zur zweiten Bergwertung, die Hartnick hinter Firkowski passierte. Durch den zweiten Platz sicherte sich Hartnick vorerst das Grüne Trikot des besten Bergfahrers. Den Zielsprint der sechsköpfigen Spitzengruppe gewann dann im Jenaer Stadtteil Neulobeda Firkowski vor Freese und Schimbor. Das Hauptfeld kam eine Minute später angeführt durch den Träger des Gelben Trikots Siegbert Schmeißer ins Ziel.
|    | Fahrer                | Mannschaft           | Zeit       |
| -- | --------------------- | -------------------- | ---------- |
| 1. | Juliusz Firkowski     | Polen                | 3:46:46 h  |
| 2. | Burkhard Freese       | SC Dynamo Berlin II  | + 0:10 min |
| 3. | Eberhard Schimbor     | SC Dynamo Berlin I   | + 0:20 min |
| 4. | Milan Šel             | ČSSR                 | + 0:30 min |
| 5. | Hans-Joachim Hartnick | DDR I                | + 0:30 min |
| 6. | Andreas Neuer         | SC Karl-Marx-Stadt I | + 0:30 min |

Stand nach der 6. Etappe:
 Schmeißer
 SC Turbine Erfurt
 Hartnick
 U. Freese

### 7. Etappe: Jena –Nordhausen, 165 km, am 20. August 1976
Höhepunkt dieser Etappe war bei Kilometer 115 die sechsunddreißig Kurven-Auffahrt zum Kyffhäuser-Gipfel, die eine fünfzehnköpfige Ausreißergruppe erreichte. Zu dieser gesellten sich 30 km vor dem Ziel neun weitere Fahrer, darunter der Gelbe Schmeißer. Diese sprinteten dann in Nordhausen auf der Aschenbahn des Hohekreuzsportplatzes um den Tagessieg, den sich der 20-jährige Holger Kickeritz sicherte.
|    | Fahrer              | Mannschaft           | Zeit       |
| -- | ------------------- | -------------------- | ---------- |
| 1. | Holger Kickeritz    | SC Dynamo Berlin II  | 4:25:05 h  |
| 2. | Siegbert Schmeißer  | DDR I                | + 0:10 min |
| 3. | Peter Koch          | DDR II               | + 0:20 min |
| 4. | Joachim Vogel       | SC Karl-Marx-Stadt I | + 0:30 min |
| 5. | Hans-Joachim Meisch | SC Turbine Erfurt    | + 0:30 min |
| 6. | Andreas Neuer       | SC Karl-Marx-Stadt I | + 0:30 min |

Stand nach der 7. Etappe:
 Schmeißer
 DDR II
 Salan
 Firkowski
 Schmeißer

### 8. Etappe:Quer durch den Harz, 119 km, am 21. August 1976
Die letzte Etappe „Quer durch den Harz“, ebenfalls als Harzrundfahrt gewertet, mit Start und Ziel in Nordhausen, stand ganz im Zeichen um den Kampf des besten Bergfahrers (Grünes Trikot). Hans-Joachim Hartnick der jenes am Vortag an den Polen Firkowski verlor, versuchte diesen verzweifelt in der Anfangsphase abzuhängen. Dieses gelang dann dem Drittplatzierten dieser Wertung Bernd Drogan zusammen mit Detlef Kletzin sowie den Tschechoslowaken Ladislav Ferebauer und Milan Sel. Als Drogan dann noch die entscheidende Bergwertung am Wendefurther Berg (79 km) gewann, ging das Grüne Trikot in seinen Besitz über. Zu guter Letzt sicherte er sich auf dem Hohekreuzsportplatz in Nordhausen noch den Tagessieg, in dem er sich noch vor dem Ziel von seinen Begleitern absetzen konnte. Der Führende dieser Rundfahrt Siegbert Schmeißer rollte im Hauptfeld über die Ziellinie, was ihm zum Gesamtsieg reichte.
|    | Fahrer              | Mannschaft                  | Zeit       |
| -- | ------------------- | --------------------------- | ---------- |
| 1. | Bernd Drogan        | DDR I                       | 3:09:09 h  |
| 2. | Detlef Kletzin      | ASK Vorwärts Frankfurt/O. I | + 0:43 min |
| 3. | Ladislav Ferebauer  | ČSSR                        | + 0:53 min |
| 4. | Milan Šel           | ČSSR                        | + 1:03 min |
| 5. | Uwe Freese          | SC Dynamo Berlin II         | + 3:27 min |
| 6. | Hans-Joachim Meisch | SC Turbine Erfurt           | + 3:27 min |

Endstand:
 Schmeißer
 DDR II
 Salan
 Drogan
 Schmeißer

## Gesamtwertungen

### Gelbes Trikot(Einzelwertung)
|     | Fahrer             | Mannschaft                | Zeit        |
| --- | ------------------ | ------------------------- | ----------- |
| 01. | Siegbert Schmeißer | DDR I                     | 29:47:49 h  |
| 02. | Uwe Freese         | SC Dynamo Berlin II       | + 01:13 min |
| 03. | Bernard Kręczyński | Polen                     | + 04:54 min |
| 04. | Gottfried Preising | SC Turbine Erfurt         | + 06:03 min |
| 05. | Peter Koch         | DDR II                    | + 06:07 min |
| 06. | Rainer Salan       | DDR II                    | + 06:30 min |
| 07. | Andreas Petermann  | DDR II                    | + 07:41 min |
| 08. | Reinhard Langanke  | SC Dynamo Berlin I        | + 09:50 min |
| 09. | Ladislav Ferebauer | ČSSR                      | + 10:55 min |
| 10. | Dietmar Käbisch    | SC DHfK Leipzig           | + 12:21 min |
| …   |                    |                           |             |
| 14. | Juliusz Firkowski  | Polen                     | + 16:15 min |
| …   |                    |                           |             |
| 18. | Thomas Schneider   | SC Karl-Marx-Stadt        | + 20:10 min |
| …   |                    |                           |             |
| 35. | Thilo Fuhrmann     | ASK Vorwärts Frankfurt/O. | + 38:26 min |
| 36. | Hans-Peter Wehe    | SC Cottbus                | + 1:18:06 h |

### Blaues Trikot (Mannschaft)
|    | Mannschaft           | Zeit        |
| -- | -------------------- | ----------- |
| 1. | DDR II               | 89:43:45 h  |
| 2. | SC Turbine Erfurt    | + 04:23 min |
| 3. | SC Dynamo Berlin II  | + 08:03 min |
| 4. | DDR I                | + 11:18 min |
| 5. | SC Dynamo Berlin I   | + 27:59 min |
| 6. | SC Karl-Marx-Stadt I | + 29:31 min |

### Violettes Trikot (Aktivster Fahrer)
|    | Fahrer             | Mannschaft          | Punkte |
| -- | ------------------ | ------------------- | ------ |
| 1. | Rainer Salan       | DDR II              | 23     |
| 2. | Uwe Freese         | SC Dynamo Berlin II | 21     |
| 3. | Bernd Drogan       | DDR I               | 17     |
| 4. | Siegbert Schmeißer | DDR I               | 16     |
| 5. | Ladislav Ferebauer | ČSSR                | 16     |

### Grünes Trikot (Bester Bergfahrer)
|    | Fahrer                | Mannschaft      | Punkte |
| -- | --------------------- | --------------- | ------ |
| 1. | Bernd Drogan          | DDR I           | 20     |
| 2. | Juliusz Firkowski     | Polen           | 18     |
| 3. | Hans-Joachim Hartnick | DDR I           | 17     |
| 4. | Milan Šel             | ČSSR            | 14     |
| 5. | Dietmar Käbisch       | SC DHfK Leipzig | 10     |

### Weißes Trikot (Bester Nachwuchsfahrer)
|    | Fahrer              | Mannschaft          | Punkte |
| -- | ------------------- | ------------------- | ------ |
| 1. | Siegbert Schmeißer  | DDR I               | 17     |
| 2. | Uwe Freese          | SC Dynamo Berlin II | 16     |
| 3. | Peter Koch          | DDR II              | 09     |
| 4. | Andreas Petermann   | DDR II              | 09     |
| 5. | Hans-Joachim Meisch | SC Turbine Erfurt   | 06     |